# Leverton
Leverton is een civil parish in het bestuurlijke gebied Boston, in het Engelse graafschap Lincolnshire. In 2001 telde het civil parish 668 inwoners. Leverton komt in het Domesday Book (1086) voor als 'Levretune'.